# Porta Querquetulana

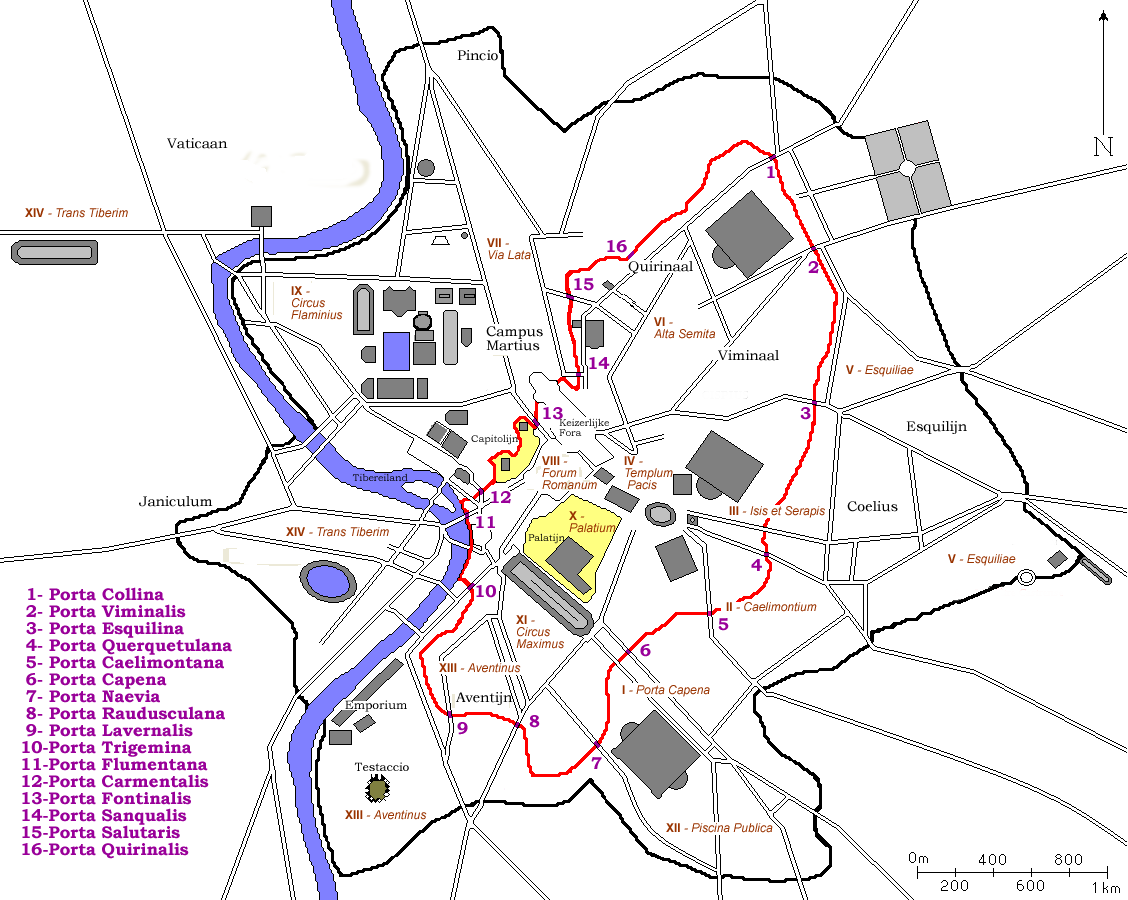
De Servische Muur en zijn stadspoorten

De Porta Querquetulana was een stadspoort in de Muur van Servius Tullius in het Oude Rome.
De poort stond op de Coeliusheuvel, die tijdens de beginjaren van het Romeinse Koninkrijk nog Mons Querquetulana ("heuvel begroeid met eiken") heette. Het is niet duidelijk of de poort zijn naam ontleent aan de heuvel, of dat de vroege naam van de Caelius door latere schrijvers bedacht is om de naam van de poort te verklaren. Door de poort verliet de Via Tusculana de stad. Van de architectuur van de Porta Querquetulana is niets bekend en er zijn geen restanten van teruggevonden.
Porta Collina · Porta Viminalis · Porta Esquilina · Porta Querquetulana · Porta Caelimontana · Porta Capena · Porta Naevia · Porta Raudusculana · Porta Lavernalis · Porta Trigemina · Porta Flumentana · Porta Carmentalis · Porta Fontinalis · Porta Sanqualis · Porta Salutaris · Porta Quirinalis